# Altenglan
Altenglan es un municipio en el sur del estado federado de Renania-Palatinado en Alemania. Las ciudades más próximas son Kusel, a unos 5 km al oeste, Kaiserslautern, a unos 25 km al sureste, Maguncia, alrededor de 80 km al noreste y Saarbrücken, cerca de 60 km al suroeste.
Tiene 2 852 habitantes y tres barrios: Altenglan, Patersbach y Mühlbach.
Es atravesada por el río Glan. En Altenglan los arroyos Kuselbach y Reichenbach desembocan en el río Glan. El municipio actual se remonta a la unión voluntaria de las tres pueblos Altenglan, Mühlbach y Patersbach en 1969.

## La Antigua Asociación Municipal Altenglan
El municipio Altenglan fue la sede de la administración de la Verbandsgemeinde (Asociación Municipal) Altenglan del mismo nombre hasta 2017. La Verbandsgemeinde Altenglan comprendió 16 pueblos autónomos con en total 9690 habitantes (2015-12-31):
Altenglan, Bedesbach, Bosenbach, Elzweiler, Erdesbach, Föckelberg, Horschbach, Neunkirchen am Potzberg, Niederalben, Niederstaufenbach, Oberstaufenbach, Rammelsbach, Rathsweiler, Rutsweiler am Glan, Ulmet, Welchweiler.
Desde 2018 Altenglan es parte de la Asociación Municipal Kusel-Altenglan que es una fusión voluntaria de las Asociaciones Municipales anteriores Altenglan y Kusel. La sede administrativa está en Kusel.